# C-602

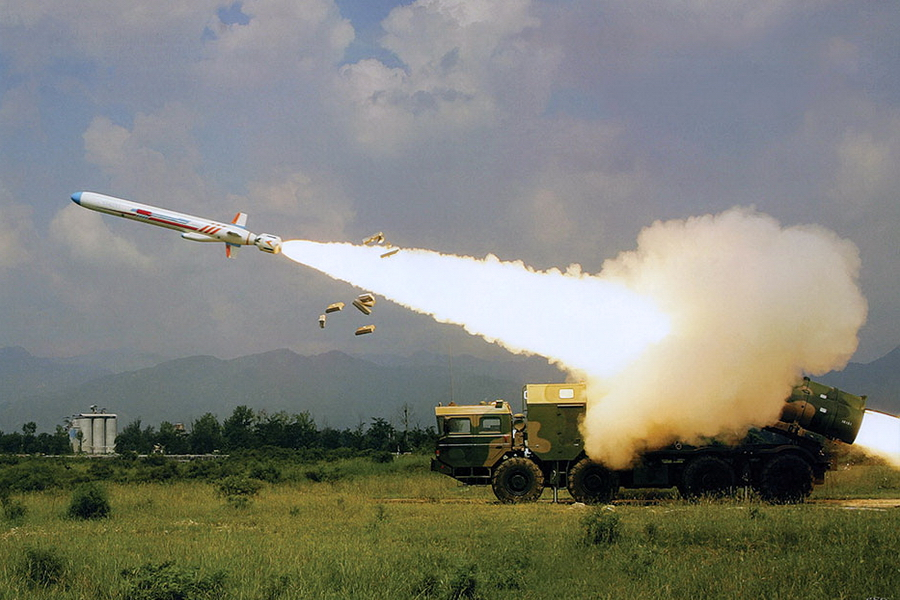
YJ-62 Anti-ship missiles

O C-602, também conhecido como YJ-62, é um míssil antinavio de origem chinesa, que pode ser usado também como míssil
de cruzeiro para ataque terrestre.